# Leptinella rotunda
Leptinella rotunda là một loài thực vật có hoa trong họ Cúc. Loài này được D.G.Lloyd & C.J.Webb mô tả khoa học đầu tiên.